# Dino Slavić
Dino Slavić (Rijeka, 4 de diciembre de 1992) es un jugador de balonmano croata que juega de portero en el Limoges Hand 87 de la LNH. Es internacional con la selección de balonmano de Croacia.

## Palmarés

### RK Zagreb
- Liga de Croacia de balonmano (2): 2022, 2023
- Copa de Croacia de balonmano (2): 2022, 2023

## Clubes
| Club            | País    | Año       |
| --------------- | ------- | --------- |
| RK Zamet        | Croacia | 2008-2016 |
| RK Umag         | Croacia | 2016-2018 |
| Ademar León     | España  | 2018-2021 |
| RK Zagreb       | Croacia | 2021-2023 |
| Limoges Hand 87 | Francia | 2023-Act. |